# Games Done Quick
Games Done Quick är nordamerikanskt speedrunevenemang som har sedan 2010 samlat ihop pengar till välgörenhet, bland annat Prevent Cancer Foundation och Läkare utan gränser. Evenemanget direktsänds på webbplattformen Twitch och arrangeras av Games Done Quick LLC som sedan 2015 tog över efter Speed Demos Archive och Speedruns Live. Tittarna uppmuntras till att donera för olika saker under sändningen, till exempel att namnge datorspelsfigurer, låta spelarna anta svårare utmaningar eller för att vinna priser.

## Upplägg

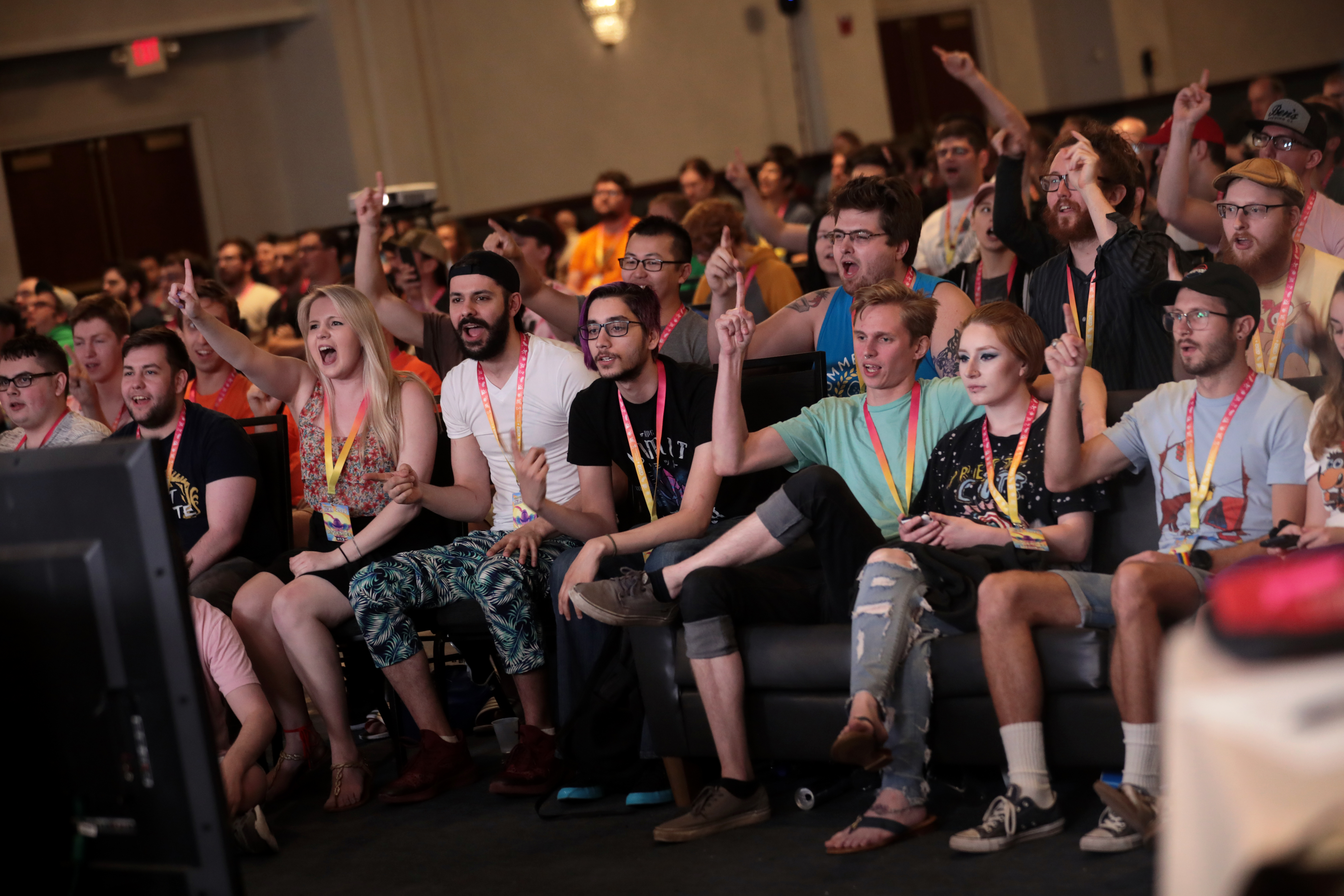
Deltagare från Summer Games Done Quick 2019.

Spelarna turas om att demonstrera sin skicklighet med att slutföra olika datorspel på snabbast möjliga tid. Ibland kan detta utföras på olika sätt, som att slutföra alla mål på varje nivå, slutföra ett spel med ögonbindel eller låta flera spelare tävla mot varandra i att slutföra ett spel först. Datorspel från många konsolgenerationer spelas på evenemanget, både retrospel såsom moderna spel.

## Historik
Det första evenemanget hölls i januari 2010 och samlade ihop över 10 000 amerikanska dollar till den humanitära organisationen CARE. Efter succén hölls den första omgången av Awesome Games Done Quick i januari 2011 och samlade in mer än 50 000 amerikanska dollar till Prevent Cancer Foundation. Den första evenemanget av Summer Games Done Quick hölls i augusti 2011, där 20 000 amerikanska dollar samlades in för Organisation for Autism Research. Sedan dess har både Awesome Games Done Quick och Summer Games Done Quick hållits årligen. Ibland har andra evenemang hållits, bl.a. Japan Relief Done Quick in 2011, som samlade ihop över 25 000 amerikanska dollar för att stöda offren i jordbävningen vid Tohoku.

## Lista över evenemang
| Titel                                            | Datum               | Antal spel | Välgörenhetsorganisation         | Donationer (USD) | Kommentar                                                                    |
| ------------------------------------------------ | ------------------- | ---------- | -------------------------------- | ---------------- | ---------------------------------------------------------------------------- |
| Classic Games Done Quick                         | 1–3 jan 2010        | 72         | CARE                             | 10 531,64        | SDA:s första evenemang                                                       |
| Awesome Games Done Quick 2011                    | 6–11 jan 2011       | 98         | Prevent Cancer Foundation        | 53 379,83        |                                                                              |
| Japan Relief Done Quick                          | 7–10 apr 2011       | 67         | Läkare utan gränser              | 25 800,33        | Extrainsatt evenemang för att stödja offren i jordbävningen vid Tohoku 2011. |
| Summer Games Done Quick 2011                     | 4–6 aug 2011        | 46         | Organization for Autism Research | 21 396,76        |                                                                              |
| Awesome Games Done Quick 2012                    | 4–9 jan 2012        | 107        | Prevent Cancer Foundation        | 149 044,99       |                                                                              |
| Summer Games Done Quick 2012                     | 24–28 maj 2012      | 74         | Organization for Autism Research | 46 278,99        |                                                                              |
| Awesome Games Done Quick 2013                    | 6–12 jan 2013       | 128        | Prevent Cancer Foundation        | 448 423,27       |                                                                              |
| Summer Games Done Quick 2013                     | 25–30 jul 2013      | 90         | Läkare utan gränser              | 257 181,07       |                                                                              |
| Awesome Games Done Quick 2014                    | 5–11 jan 2014       | 139        | Prevent Cancer Foundation        | 1 031 665,50     | Första gången som donationerna når över en miljon dollar.                    |
| Summer Games Done Quick 2014                     | 22–28 jun 2014      | 156        | Läkare utan gränser              | 718 155,07       |                                                                              |
| Awesome Games Done Quick 2015                    | 4–10 jan 2015       | 166        | Prevent Cancer Foundation        | 1 576 085,00     |                                                                              |
| God of War Done Quick                            | 20 mar 2015         | 6          | AbleGamers Foundation            | 3 500+           | Tioårsjubileum för spelserien God of War                                     |
| Summer Games Done Quick 2015                     | 26 jul – 1 aug 2015 | 159        | Läkare utan gränser              | 1 233 055,89     |                                                                              |
| Awesome Games Done Quick 2016                    | 3–10 jan 2016       | 155        | Prevent Cancer Foundation        | 1 209 293,80     |                                                                              |
| Summer Games Done Quick 2016                     | 3–10 jul 2016       | 163        | Läkare utan gränser              | 1 294 111,98     |                                                                              |
| Awesome Games Done Quick 2017                    | 8–15 jan 2017       | 181        | Prevent Cancer Foundation        | 2 222 790,52     |                                                                              |
| Summer Games Done Quick 2017                     | 2–9 jul 2017        | 139        | Läkare utan gränser              | 1 792 342,37     |                                                                              |
| Harvey Relief Done Quick                         | 1–3 sep 2017        | 47         | Houston Food Bank                | 229 454,94       | Samlade in pengar till offren i orkanen Harvey.                              |
| Awesome Games Done Quick 2018                    | 7–14 jan 2018       | 154        | Prevent Cancer Foundation        | 2 295 190,66     |                                                                              |
| Summer Games Done Quick 2018                     | 24 jun – 1 jul 2018 | 155        | Läkare utan gränser              | 2 168 913,51     |                                                                              |
| Games Done Quick Express 2018                    | 26–28 okt 2018      | 51         | Olika välgörenheter              | 139 878,95       |                                                                              |
| Awesome Games Done Quick 2019                    | 6–13 jan 2019       | 133        | Prevent Cancer Foundation        | 2 425 790,50     |                                                                              |
| Summer Games Done Quick 2019                     | 23–30 jun 2019      | 141        | Läkare utan gränser              | 3 039 596,07     |                                                                              |
| Games Done Quick Express 2019                    | 27–29 sep 2019      | 54         | AbleGamers Foundation            | 152 595,32       |                                                                              |
| Classic Games Done Quick (CGDQ) 10th Anniversary | 27–29 dec 2019      | –          | –                                | –                | Hölls inför evenemangets 10-årsjubileum.                                     |
| Awesome Games Done Quick 2020                    | 5–12 jan 2020       | 141        | Prevent Cancer Foundation        | 3 164 002,06     |                                                                              |
| Corona Relief Done Quick                         | 17–19 apr 2020      | 50         | Direct Relief                    | 403 631,60       | Samlade in pengar för coronaviruspandemin.                                   |
| Summer Games Done Quick 2020                     | 16–23 aug 2020      | 148        | Läkare utan gränser              | 2 345 785,57     | Hölls över internet p.g.a. covid-19.                                         |
| Fleet Fatales                                    | 15–21 nov 2020      | 63         | Malala Fund                      | 81 396,18        | Maraton med bara kvinnliga deltagare. Hölls över internet.                   |
| Awesome Games Done Quick 2021 Online             | 3-10 jan 2021       | 157        | Prevent Cancer Foundation        | 2 739 612,05     | Hölls över internet.                                                         |
| Summer Games Done Quick 2021 Online              | 4–11 jul 2021       | 153        | Läkare utan gränser              | 2 938 714,59     | Hölls över internet.                                                         |
| Flame Fatales                                    | 15-27 aug 2021      | 65         | Malala Fund                      | 127 012,40       | Maraton med bara kvinnliga deltagare. Hölls över internet.                   |